# José Valdez (baseball, 1983)
Ne pas confondre avec José Valdez (baseball, 1990).
Pour les articles homonymes, voir José Valdez et Valdez.
José Guerrero Valdez (né le 22 janvier 1983 à Saint-Domingue, République dominicaine) est un lanceur de relève droitier des Ligues majeures de baseball.

## Carrière
José Valdez commence sa carrière professionnelle dans l'organisation des Yankees de New York en 2002 et joue en ligues mineures pour des clubs affiliés à cette franchise jusqu'en 2009. 
Fin 2009, il signe comme agent libre un contrat avec les Astros de Houston. En compétition pour un poste dans l'effectif de l'équipe, il est finalement cédé aux mineures et y passe toute la saison 2010.
Après avoir amorcé la saison 2011 dans la Ligue de la côte du Pacifique avec les RedHawks d'Oklahoma City, le club-école de niveau Triple-A des Astros, il est rappelé des mineures à la mi-avril lorsque Houston place le lanceur Wilton Lopez sur la liste des joueurs blessés. José Valdez fait ses débuts dans les majeures le 17 avril 2011 à l'âge de 28 ans. À cette première sortie, l'athlète dominicain lance une manche en relève sans accorder de point aux Padres de San Diego et retire sur des prises deux adversaires. Valdez compte 15 retraits sur des prises en 14 manches lancées en 2011 avec Houston, mais accorde aussi 14 points mérités sur 17 coups sûrs, pour une moyenne de points mérités de 9,00 en 12 parties. Il joue 12 matchs avec les Astros en 2012 et conserve une moyenne de points mérités de 2,25 en 12 manches lancées, avec 10 autres retraits au bâton. Il ne s'aligne qu'en ligues mineures en 2013. 
En 24 matchs et 26 manches lancées au total pour Houston, la moyenne de Valdez s'élève à 5,88 points mérités accordés par partie, avec 25 retraits sur des prises mais 15 buts-sur-balles alloués. Son dernier match dans les majeures est disputé le 3 octobre 2012 avec Houston.
En 2014, il signe un contrat avec les Red Sox de Boston et joue en ligues mineures avec des clubs qui leur sont affiliés.